# Крымское сельское поселение (Крым)
Крымское се́льское поселе́ние (укр. Кримське сільське поселення, крымскотат. Крымское кой юрту, Авель кой юрту) — муниципальное образование в составе Сакского района Республики Крым России.

## География
Поселение расположено на востоке района, в степном Крыму. Примыкает на востоке и юг к Симферопольскому району, граничит на западе с Геройским и на севере — с Крайненским сельскими поселениями.
Площадь поселения 100,12 км².
Основная транспортная магистраль: автодорога 35Н-491 (по украинской классификации — автодорога С-0-11244).

## Население
| 2001  | 2014  | 2015  | 2016  | 2017  | 2018  | 2019  |
| ----- | ----- | ----- | ----- | ----- | ----- | ----- |
| 2809  | ↘2436 | ↗2441 | ↘2410 | ↘2400 | ↗2402 | ↘2388 |
| 2020  | 2021  |       |       |       |       |       |
| ↘2382 | ↗3139 |       |       |       |       |       |

## Состав сельского поселения
В состав поселения входят 4 населённых пункта:
| № | Населённый пункт | Тип населённого пункта | Население на 2014 год |
| - | ---------------- | ---------------------- | --------------------- |
| 1 | Крымское         | село, центр            | ↘1822                 |
| 2 | Валентиново      | село                   | ↘253                  |
| 3 | Игоревка         | село                   | ↘0                    |
| 4 | Степное          | село                   | ↘361                  |

## История
Крымский сельский совет был образован, согласно сборнику «Города и села Украины. Автономная Республика Крым. Город Севастополь. Историко-краеведческие очерки», в 1935 году и на 1940 год он уже существовал в составе Сакского района (при этом Крымское до 18 мая 1948 года продолжало называться Авель).С 25 июня 1946 года сельсовет в составе Крымской области РСФСР, а 26 апреля 1954 года Крымская область была передана из состава РСФСР в состав УССР.
Время переподчинения Симферопольскому району пока не установлено: на 15 июня 1960 года совет значится в его составе с 8 подчинёнными селами:

| - Валентиново, - Зерновое, - Игоревка, - Крымское, | - Низинное, - Новомихайловка, - Ровное, - Степное |

Время возвращения в Сакский район точно неизвестно, возможно, это произошло вследствие указа Президиума ВС УССР «О внесении изменений в административное районирование УССР — по Крымской области» от 1 января 1965 года — на 1 января 1968 года сельский совет в Сакском районе. К тому времени было упразднено Ровное, к 1977 году — Новомихайловка. 8 февраля 1988 года из сёл Зерновое и Низинное был образован Зерновский сельсовет и совет обрёл современный состав.
С 12 февраля 1991 года сельсовет в восстановленной Крымской АССР, 26 февраля 1992 года переименованной в Автономную Республику Крым. С 21 марта 2014 года в составе Крыма аннексировано Россией. Законом «Об установлении границ муниципальных образований и статусе муниципальных образований в Республике Крым» от 4 июня 2014 года территория административной единицы была объявлена муниципальным образованием со статусом сельского поселения.